# L'Épée du vaillant
Pour plus de détails, voir Fiche technique et Distribution.
L'Épée du vaillant (Sword of the Valiant: The Legend of Sir Gawain and the Green Knight) est un film américano-britannique réalisé par Stephen Weeks et sorti en 1984.

## Fiche technique
- Réalisation : Stephen Weeks
- Scénario : Stephen Weeks, Howard C. Pen et Philip M. Breen
- Décors : Maurice Fowler et Derek Nice
- Costumes : Shuna Harwood
- Photographie : Peter Hurst et Freddie Young
- Montage : Richard Marden et Barry Peters
- Musique : Ron Geesin
- Production : Yoram Globus et Menahem Golan
- Société de distribution : Cannon Group
- Langue : anglais
- Genre : aventure
- Durée : 102 minutes
- Date de sortie : 17 août 1984

## Distribution
- Miles O'Keeffe (VF : Daniel Gall) : Sir Gawain (Messire Gauvain en VF)
- Cyrielle Clair (VF : Joëlle Fossier) : Linet
- Leigh Lawson (VF : Jean Roche) : Humphrey
- Sean Connery (VF : Bernard Woringer) : Le Chevalier Vert
- Trevor Howard (VF : Georges Atlas) : Le roi
- Peter Cushing (VF : René Bériard) : Le sénéchal
- Ronald Lacey (VF : Michel Bedetti) : Oswald
- Lila Kedrova (VF : Perrette Pradier) : La dame de Lyonesse
- John Rhys-Davies (VF : Jean Violette) : Le baron Fortinbras
- Wilfrid Brambell (VF : Bernard Musson) : Porter
- Bruce Lidington : Sir Bertilak
- Douglas Wilmer : Le Chevalier Noir
- Brian Coburn (VF : Raoul Delfosse) : Le frère Vosper
- David Rappaport (VF : Alain Flick) : Le sage
- Emma Sutton (VF : Laurence Crouzet) : La fée Morgane
- Thomas Heathcote : L'armurier
- John Serret : Le prêtre
- John Pierce Jones (VF : Richard Leblond) : Le sergent
- James Windsor (VF : Michel Derain) : La 1re recrue
- Mike Edmonds : L'homme de petite taille
- Thierry Fournaise : figurant n° 3002